# Émeville
Ne doit pas être confondu avec Éméville.

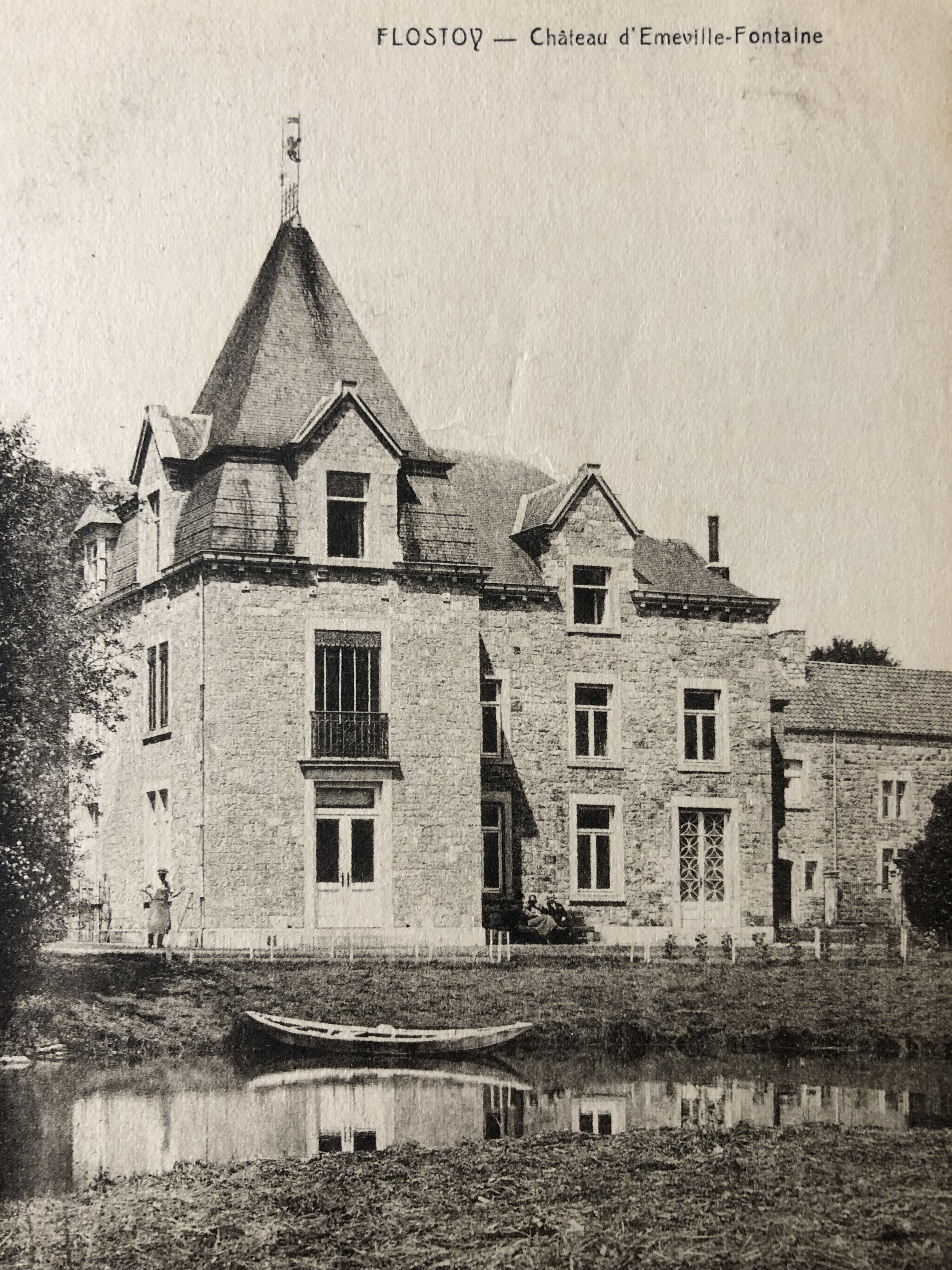
Château d'Emeville fontaine

Émeville est un hameau belge de l'ancienne commune de Flostoy, situé dans la commune de Havelange et la province de Namur.